# Iscare
ISCARE a.s. je nestátní soukromé zdravotnické zařízení v Praze založené v roce 1994. Zaměřuje se na obory asistované reprodukce, léčbu idiopatických střevních zánětů (anglicky Inflammatory bowel disease; IBD) ,gastroenterologie a léčbu obezity. Klinika poskytuje zdravotnické služby také v oborech: jednodenní chirurgie (operace kýly, žlučníku, fundoplikace aj.), proktologie, ortopedie, plastické chirurgie, gynekologie, urologie, sexuologie, andrologie, cévní chirurgie, estetické medicíny a dermatologie, revmatologie, alergologie a imunologie. Klinika nabízí také další služby, mezi nimi také preventivní programy proti nádorovým onemocněním (rakovina děložního čípku) a preventivní onkologická prohlídka a jiné služby. Na klinice najdete také odběrovou laboratoř, fyzioterapii, magnetickou rezonanci, rentgen nebo lékárnu. 

## Historie
Klinika zahájila svou činnost v roce 1994 jako jedno z prvních nestátních IVF center v ČR. V roce 2005 bylo otevřeno Centrum pro léčbu obezity (CPLO), poskytující komplexní léčbu od konzervativní až po bariatricko-chirurgické metody. Klinika v té době sídlila v budově Lighthouse Towers, Jankovcova, Praha-Holešovice. 
V roce 2007 přibyla do portfolia služeb plastická chirurgie a gastroenterologie – Centrum pro idiopatické střevní záněty, kde se léčí Crohnova choroba a ulcerózní kolitida.  Od roku 2014 je společnosti ISCARE součástí skupiny Future Life Group. V roce 2017 se klinika rozšířila o oddělení revmatologie, zaměřené na biologickou léčbu pokročilých stádií revmatoidních onemocnění. V roce 2020 se klinika přestěhovala na novou adresu Českomoravská 2510/ 19 v Praze-Libni, v těsné blízkosti O2 areny. V roce 2021 se společnost ISCARE spojila fúzí se společností Gyncentrum a trvale tak rozšířila své služby o gynekologii (ambulantní i chirurgickou část). Od roku 2022 klinika rozšiřuje své zdravotnické služby také o dermatologii, urologii, andrologii, sexuologii, žilní chirurgii nebo programy onkologické prevence. 

## Obory činnosti

### Centrum reprodukční medicíny (IVF)
Centrum asistované reprodukce zahájilo svou činnost v lednu 1995, poskytuje léčbu IVF s vlastními i darovanými pohlavními buňkami, nabízí nejmodernější metody, které dokáží zvýšit šance na úspěšné otěhotnění: jako např. ICSI, mikrofluidní chip pro výběr nejlepších spermií, genetiku, preimplantační diagnostiku nebo kryokonzervaci a věnuje se social freezingu.

### Klinické a výzkumné centrum pro střevní záněty (IBD)
Klinické a výzkumné centrum pro střevní záněty je zaměřeno na diagnostiku a léčbu pacientů s ulcerózní kolitidou a Crohnovou chorobou. Centrum spolupracuje s 1. lékařskou fakultou Univerzity Karlovy. Centrum IBD je největší v Česku a patří mezi nejinovativnější centra v celé Evropě. V současnosti se zaměřuje zejména na pokročilou a nejmodernější léčbu střevních zánětů za použití biologické léčby.

### Centrum gynekologie
Centrum gynekologie se specializuje na všeobecnou gynekologickou péči, ambulantní diagnostiku, moderní i klasické operační techniky. Klientkám nabízí komplexní gynekologickou péči - od ambulance až po operace. Zaměřují se také na plastickou gynekologii a zákroky jako je labioplastika nebo  další úpravy ženských pohlavních orgánů.

### Centrum jednodenní chirurgie
V centru jednodenní chirurgie jsou využívány nejmodernější lékařské metody a specializujeme se na laparoskopické chirurgické zákroky. Díky režimu jednodenní chirurgie je minimalizována potřeba dlouhodobé hospitalizace pacienta. V rámci jednodenní chirurgie provádí na klinice konzultace neakutních břišních stavů, jako jsou pupeční kýla, kýla v jizvě, břišní kýla, kýla tříselná, chronický zánět žlučníku a chronický zánět slepého střeva. Poskytuje také služby v oboru proktologie a léčby hemoroidů a dalších onemocnění konečníku. 

### Centrum ortopedie
Centrum ortopedie funguje na klinice pod vedením prof. MUDr. Davida Jahody, CSc., specializuje se na totální náhrady kyčelního kloubu a kolenního kloubu, artroskopické operace a chirurgii ruky. Poskytujeme komplexní péči od vyšetření až po náročné chirurgické výkony.

### Centrum žilní chirurgie
Centrum žilní chirurgie se zaměřuje na nejnovější metody léčby žilní nedostatečnosti (křečových žil). Na klinice můžete podstoupit vstupní diagnostiku, vyšetření ultrazvukem i následné ošetření. Nejmodernější (tzv. mini-invazivní) metody nevyžadují hospitalizaci, anestezii a slibují brzký návrat ke každodenním aktivitám bez omezení, patří mezi ně: žilní lepidlo VenaSeal, laserová ablace, estetická mini-flebektomie, radiofrekvenční ablaci, mechanicko-chemickou ablaci a další včetně pěnové sklerotizace.

### Centrum revmatologie
Centrum revmatologie je zaměřeno na diagnostiku a biologickou léčbu pacientů s revmatoidní artritidou, psoriatickou artritidou a ankylozující spondylitidou. V současnosti se věnují především léčbě pokročilých revmatologických onemocněních, které vyžadují biologickou léčbu. 

### Centrum plastické chirurgie
Centrum plastické chirurgie vede zkušený plastický chirurg MUDr. Alexandra Vatľak. Poskytují zákroky jako je augmentace (zvětšení) nebo redukce prsou, gynekomastie, liposukce, abdominoplastika, operace očních víček, modelace paží a stehen, ultrazvuková liposukce, lifting krku nebo face-lift a další drobné zákroky včetně plastické gynekologie a estetiky. 
Klinika ISCARE v současnosti nabízí také tyto další služby: alergologie a klinická imunologie, andrologie, centrum preventivní onkologie, estetická dermatologie, urologie, sexuologie, laboratorní odběry, fyzioterapie a rehabilitace, magnetická rezonance a rentgen a lékárna. 